# Drops (Vokalquartett)
Die Drops sind ein deutsches A-cappella-Vokalquartett, welches sich um 1980 aus ehemaligen Studenten der Musikhochschulen Detmold und Hannover gebildet hat.

## Geschichte
Die Drops wurden im Jahr 1980 unter anderem in Zusammenarbeit mit dem WDR und den Arrangeuren Norbert Schultze und Emil Gerhardt gegründet und bauten ein Repertoire auf, das an die Hits der Comedian Harmonists anknüpft. Sie traten bald in zahlreichen WDR-Unterhaltungssendungen zu Ehren bekannter Komponisten der Unterhaltungsmusik wie Franz Grothe, Ralph Benatzky, Mischa Spoliansky, Gerhard Winkler, Paul Abraham oder Friedrich Schröder auf und waren bis heute bei fast allen öffentlich-rechtlichen Sendern im Programm.

## Besetzung
Bei seiner Gründung bestand das Vokalquartett aus der Besetzung Hans-Ulrich Henning (Tenor), Joachim Thalmann (Tenor), Michael Timm (Bariton) und Hans-Peter Bendt (Bass).
Bis zum Tod Hans-Ulrich Hennings (Tenor) im Oktober 2020 bestand die Besetzung aus Henning sowie Georg Thauern (Tenorbariton), Volker Schrewe (Bariton) und Stefan Drees (Bass). Sie arbeiteten mit den Pianisten Christoph Grohmann, Michael Seewann und Stanislav Boianov zusammen oder traten a cappella auf.

## Plattenveröffentlichungen
- Drops: Barbershop Songs (LP, 1981)
- Drops live: Chansons und Schlager für Herrenquartett (LP, 1983)
- Drops: O Täler weit, o Höhen – Volkslieder der Romantik (LP, 1987)
- Drops: Schlager und Chansons (CD, 1988)
- Drops: ...von der Rolle, Evergreens und Chansons (CD, 1993)
- Weihnachten in Rheda-Wiedenbrück, u. a. mit Drops (CD, 1995)
- Drops: ...unter der Laterne (CD, 1997)
- Drops: In einer kleinen Konditorei (CD, 1998)
- Drops: O Täler weit, o Höhen, Deutsche Volkslieder der Romantik (CD, 2003)